# Прелюбодеяние
Прелюбодеянието или изневяра е грях, в който има полов акт между женено лице с лице с което не са женени. Това е неприемливо по социални, религиозни, морални или законови причини.

## Според християнството
Според християнството прелюбодеянието е грях, забранено от Десетте Божи заповеди. 
Исус Христос (Матей 5:28): „Казвам ви, че всеки, който погледне жена с похот, вече е прелюбодействал с нея в сърцето си.“ Допълнение, „Всеки, който се разведе с жена си и се ожени за друга, прелюбодейства; и всеки, който се ожени за разведена жена с мъжа ѝ, прелюбодейства“ (Лука 16:18; Марк. 10:11,12).

## История
През историята прелюбодействуването е било жестоко наказуемо и обикновено са наказвали само жени и много рядко мъже, някои от които със смъртно наказание, осакатяване или изтезания. Тези наказания отпаднали в западните страни след 19 век.